# Beira Interior Norte (szubrégió)
Beira Interior Norte szubrégió portugál NUTS III szintű közigazgatási egység a Centro régióban, Guarda kerületben. Legfontosabb és egyben legnagyobb városa Guarda, ami mintegy 32 000 lakosú. A többi városi rangú település a szubrégióban: Pinhel (3 500 fő), Sabugal (3 200 fő), Trancoso (3 000 fő) és Mêda (2 004 fő). A szubrégióban 9 község található és teljes népessége eléri a 112 000 főt. 

Beira Interior Norte szubrégió elhelyezkedése Portugália térképén

## Községek a szubrégióban
- Almeida
- Celorico da Beira
- Figueira de Castelo Rodrigo
- Guarda
- Manteigas
- Mêda
- Pinhel
- Sabugal
- Trancoso

## Fordítás
Ez a szócikk részben vagy egészben  a   Beira Interior Norte című angol Wikipédia-szócikk ezen változatának fordításán alapul.  Az eredeti cikk szerkesztőit annak laptörténete sorolja fel. Ez a jelzés csupán a megfogalmazás eredetét és a szerzői jogokat jelzi, nem szolgál a cikkben szereplő információk forrásmegjelöléseként.